# 이라크 공화국 (1958년~1968년)
이라크 공화국(아랍어: الجمهورية العراقية)은 1958년 7·14 혁명의 결과로 하심 조의 파이살 2세가 국왕으로 있던 아랍 연방 하의 이라크 왕국이 무너지고 건국된 공화국이다.
이라크 공화국의 수립과 군주제 시대의 종말은 라디오국에서 압둘 살람 아리프(아랍어: عبد السلام عارف)가 방송한 운동의 첫 번째 성명을 통해 발표되었다. 이는 그가 자신이 지휘하는 제20여단의 각 부대를 통해 육군 총사령부와 라디오국, 중앙전화국을 장악해 정부를 전복시키는 데 성공한 직후였다. 전국 장교 조직(아랍어: تنظيم الضباط الوطنيين) 또는 자유 장교(아랍어: الضباط الأحرار)의 동료 회원들의 지지를 받아 이 쿠데타는 1958년 7월 14일 월요일 아침에 완료되었다. 역사가들은 군주제 시대에 대해 서로 다른 평가를 내리며, 또한 쿠데타와 혁명 사이에 어느 쪽으로 명명할지에 있어서도 의견이 다르다.
이후 1963년 2월에는 아랍 민족주의자들이 라마단 혁명으로 불리는 쿠데타를 일으켜 카심 정부를 전복하고 정권을 장악했으며, 1963년 11월에는 또다시 쿠데타가 일어나 나세르주의자들이 권력을 굳혔다. 이 시대는 1968년 7월 일어난 7·17 혁명으로 이라크에 바트당 정부가 들어서며 끝을 맞이한다.

## 같이 보기
- 이라크 왕국
- 7·14 혁명